# Henrik Hübschen
Henrik Hübschen (* 1977 in Ennigerloh) ist ein deutscher Journalist und seit 2017 Moderator der Sendung Westpol im WDR Fernsehen.

## Leben
Henrik Hübschen wuchs in Westfalen auf und studierte Politikwissenschaft an der Westfälischen Wilhelms-Universität in Münster, wo er als Sportreporter beim Lokalradio seine journalistische Laufbahn begann.
Nach seinem Volontariat bei der Deutschen Welle in Bonn und Berlin kam Hübschen 2004 als freier Mitarbeiter erstmals kurzzeitig zur WDR-Fernsehsendung Westpol, ehe er von 2006 bis 2009 für die Deutsche Welle als EU- und Frankreichkorrespondent nach Brüssel wechselte.
Seit 2009 ist er Redakteur im WDR-Landesstudio Düsseldorf, kam zwischenzeitlich aber auch als Reisekorrespondent für die Tagesschau und das ARD-Morgenmagazin in Washington, Kiew und Paris zum Einsatz. Seit Mai 2015 präsentiert Hübschen bei Westpol den „NRW Trend“ (ein landespolitisches Meinungsbild) und ist bei Wahlsendungen im WDR der „Zahlenmann“ für Stimmergebnisse und Hochrechnungen.
Als Vertretung im Berliner ARD-Hauptstadtstudio begleitete er 2016 acht Monate lang das bundespolitische Geschehen für die Aktuelle Stunde und sammelte bei der Gesprächssendung „Eins zu Eins“ erste Erfahrungen als Moderator. Seit Januar 2017 ist er fester Bestandteil des Moderatorenteams bei Westpol.
Henrik Hübschen lebt in Düsseldorf.

## Sonstiges
Er ist der Sohn von Jürgen Hübschen und ein Bruder von Jens Hübschen.